# Du Mu
Du Mu (în chineză: 杜牧) (n. 803 - d. 852) a fost un poet chinez din perioada dinastiei Tang.